# グレーゾーンシリーズ
グレーゾーンシリーズは、YouTubeで2020年3月23日から配信されている、東海オンエアが主演を務める日本のWebドラマシリーズである。

## 概要
『株式会社グレーゾーン・エージェンシー』の詳細は12月4日に『YouTube FanFest JAPAN 2019』にて発表され、2020年3月23日に東海オンエアチャンネル内にて当ドラマEP1を公開された。活動休止になったYouTuberグループ・東海オンエアが就職したグレーな企業での葛藤劇を描くドラマで、各話ドラマの場面から始まり、東海オンエアが台本なしで理不尽な注文に挑戦するアドリブでの企画のパートを終え、ドラマパートで終了するという構成である。
続編である『グレーゾーン・アイランド』は、『株式会社グレーゾーン・エージェンシー』から数年後が舞台になっている。全6話で、第1話から第5話はドラマパートと台本なしのバラエティパート、第6話はドラマパートのみで構成されている。

## あらすじ

### 株式会社グレーゾーン・エージェンシー
2020年、リーダーのてつやが偽の儲け話に乗せられ全財産を失ったことで、東海オンエアは活動休止となる。１年後、自暴自棄になっていたてつやの前に、灰崎壮一を名乗る男が現れ、「株式会社グレーゾーン・エージェンシー」への就職を勧める。てつやは怪しいと思いつつも他の5人が賛成したため面接を受ける。同じく面接を受けに来た里島多恵と共に合格し入社することとなった東海オンエアは、パワハラ同然の無理難題に挑戦する日々を送ることとなる。

### グレーゾーン・アイランド
てつやは、経営コンサルタントの男の誘いで安良城島に「東海オンエアランド」を建設すべく巨額の資金を投じる。しかし、てつやが再び事務所に出向くと、そこはもぬけの殻になっており、コンサルタントの男の電話も通じなくなっていた。再び詐欺にあってしまい全財産を失ったメンバーは、購入した広大な建設予定地で新たな事業を始めようと安良城島を訪れるが、実際には小さな土地しかなかった。さらにそれは安良城町の町長一族に支配されているからだと判明。そこで、てつやは島民の自由と平和を守るため、町長選挙に出馬することにした。

## キャスト

### 主要人物
柳田 徹也
演 - てつや
東海オンエアのリーダーで、東海オンエアとしての活動時はてつやと名乗る。27歳。メンバーカラーはオレンジ色であり、オレンジ色と黒色の髪色を特徴とする。
酒席で男からサッカークラブのオーナー就任の詐欺にあい、活動費も含めて騙し取られてしまったため、東海オンエアとしての活動を休止する。自暴自棄な生活を送る中、愛知県岡崎市内の公園で灰崎壮一と出会い、株式会社グレーゾーン・エージェンシーへ入社することとなる。
社長である灰崎及びその指示を受けた田沼から無理難題を強要される日々を送るうち、グレーゾーン・エージェンシーに対し不信感を抱くようになり、同社の闇を追及することを決意する。
柴田 裕輔
演 - しばゆー
東海オンエアのムードメーカーで、東海オンエアとしての活動時はしばゆーと名乗る。27歳。メンバーカラーは黄色であり、金髪。
福尾 亮
演 - りょう
東海オンエアのイケメン担当で、東海オンエアとしての活動時はりょうと名乗る。27歳。メンバーカラーは青色でメンバー１の高身長。
鈴木 俊光
演 - としみつ
東海オンエアのお調子者で、東海オンエアとしての活動時はとしみつと名乗る。27歳。メンバーカラーは緑色。
杭田 夢丸
演 - ゆめまる
東海オンエアの癒し系キャラで、東海オンエアとしての活動時はゆめまると名乗る。27歳。メンバーカラーはピンク色でアフロヘアが特徴。
面接で同社を訪れた際、定時で帰ろうとする部下を叱責し翌朝の早朝出勤を強要している場面を目撃したため、入社前から会社に不信感を抱いていた。
河合 太紀
演 - 虫眼鏡
東海オンエアのインテリ担当で東海オンエアとしての活動時は虫眼鏡と名乗る。28歳。メンバーカラーは茶色。メンバー１小柄で眼鏡を着用している。

### 株式会社グレーゾーン・エージェンシーの登場人物
灰崎 壮一
演 - 津田寛治
株式会社グレーゾーンエージェンシー代表取締役社長。
妻と一人の子供を持っている父親で、息子を可愛がっており、何をするにも全力で息子を守ってきた。社員には「家族になろうよ」という言葉を掛けている。「グレーゾーン・エージェンシー体操」を作詞・作曲している。
会社外部の人間に対しては穏やかな表情、物腰を取り繕い、会社及び自身の人間性をアピールしているが、自身の思い通りにならないことがあると、直属の部下である田沼を始め、社内の人間に対しては怒鳴る、理不尽を押し付ける等のパワハラ的言動をする。実は東海オンエアに対して私怨があり、復讐のためにてつやに接触し自社の面接を受けるように勧めた。
悪趣味な社長室で日々てつやらの業務を監視し、無理難題に悪戦苦闘する様子を楽しんでいる。
田沼 面太郎
演 - 小松利昌
株式会社グレーゾーン・エージェンシー代表取締役室長兼代表取締役補佐。
立場上は灰崎の右腕だが、その実はただのイエスマン。毎回謎の研修室へてつやらを強制的に呼び出し、無理難題を吹っかける。
また小松はグレーゾーン・アイランドの第6話にも同じ役で登場している。
冴木 ミホ
演 - しゅはまはるみ
株式会社グレーゾーン・エージェンシーの女性社員。入社10年目の大ベテラン。なぜか自身がパワハラを受けることはなく、他の社員がパワハラで苦しむ姿を見ることを楽しみに勤続する人物。てつやらに対しても、敵とも味方ともつかない振る舞いをする。
里島 多恵
演 - 矢作穂香
女性。23歳。株式会社グレーゾーンエージェンシー令和3年度新規社員。東海オンエアと同期となる。
会社では東海オンエアと同じくネオコミュニケーション開発部に所属している。同社面接時点ですでに36社の面接を受けたがすべて不採用。早く就職したいと願っていた。入社面接では、一方的に自身の思うところを捲し立てたため、田沼から「君の話は必ず微妙にズレている」と一蹴されたが、見事に採用。容姿は初対面の東海オンエアにかわいいと評されるが、一方でてつやらを困惑させるほど空気の読めない場面も多い。純粋で人を疑わず、入社式での灰崎の「社員ではなく家族」との発言に東海オンエアの面々が違和感を覚える中ひとり目を輝かせていたり、入社初日から言われるがまま得意先に送る2万通ものDMへの切手貼りをこなしたりする。

### グレーゾーン・アイランドの登場人物
ナギサ
演 - 日比美思
安良城町の住民。歌手になる夢をもっている。
ナギサの母
演 - いしのようこ
安良城町の住民。島で唯一の旅館を経営している。
安良城虎右衛門
演 - 赤井英和
安良城町の現町長。町長を勇退し、藤一郎に継がせようと試みる。
安良城藤一郎
演 - 板橋駿谷
虎右衛門の息子で、塔子の兄。コンサルタントとしててつやに接触し、金銭を騙し取った。町長選挙に出馬する。
安良城塔子
演 - 高田里穂
虎右衛門の娘で、藤一郎の妹。町の人々から慕われる安良城家の良心的存在。
イトーダ
演 - 井戸田潤（スピードワゴン）
ゲーム案内人。1話・2話に出演。
アマーノ
演 - 天野ひろゆき（キャイ〜ン）
ゲーム案内人。3話・4話に出演。
ビビーる
演 - ビビる大木
ゲーム案内人。5話に出演。
女性住民役
演 - nanakoななこ
5話に出演。
レフリー役
演 - 角田信朗
5話に出演。
株式会社GZA CEO役
演 - 小松利昌
株式会社グレーゾーン・エージェンシー現代表取締役社長。6話に出演。

### ゲスト出演

#### 株式会社グレーゾーン・エージェンシー
ザ・Mブラザーズ
演 - カミナリ（第1話）
株式会社グレーゾーン・エージェンシー専属面接官。所属15年目。
謎の研修室での面接官として東海オンエアに最初の試練を与えた。ちなみにザ・MブラザーズのMは「面接」のMと公言している。大喜利を使った面接を得意とする。
悪質クレーマー夫婦
演 - デカキン、大松絵美（第2話）
株式会社グレーゾーン・エージェンシーに問い合わせてきた夫婦。
グレーゾーン・エージェンシーが販売するダイエットサプリメントを購入・服用したものの、効果が得られなかったために予定していたハワイ旅行を断念せざるを得なくなったとしてクレームをつける。クレーム処理特別研修の課題として絶対に謝罪してはいけないとされた東海オンエアに対し、あの手この手で謝罪させようとする。
悪質クレーマー
演 - 恭一郎（第2話未公開）
株式会社グレーゾーン・エージェンシーに問い合わせてきたクレーマー。
株式会社グレーゾーン・エージェンシーのサプリメントを購入し、効果が得られなかったとしてクレームをつける。前述の夫婦同様、東海オンエアに謝罪させようとする。
デヴィ夫人
演 - デヴィ・スカルノ（第3話）
株式会社グレーゾーン・エージェンシーの上客。
通勤手当を出すよう要求する東海オンエアに対し、田沼が通勤手当を出す条件として誕生日を祝う任務とした対象。忖度なく物を言い、嬉しくない物では素直に喜ばない。
はじめしゃちょー
演 - はじめしゃちょー（第4話）
ゆめまるの有給休暇取得を阻止するべくグレーゾーン・エージェンシーが用意した刺客。
田沼と結託し、足ツボマット、大型扇風機、ピンポン球、水を使って東海オンエアの有給休暇申請書獲得を妨害する。
ジェイソン社長
演 - 厚切りジェイソン（第5話）
株式会社グレーゾーン・エージェンシーに出資する会社の社長。
日本語がわからず、東海オンエアが通訳をするよう命じられる。お土産に貰った物の使い方がわからないため、東海オンエアが英語で使い方を教える。

ジェイソン夫人
演 - ラズドゥミナ・ヴィオレッタ（第5話）
ジェイソン社長の夫人で、社長と共に東海オンエアからの接待を受ける。
安東 弘樹
演 - 安東弘樹（第8、10話）
東海オンエアが作成・拡散し、世間的に批判を集めた会社PR動画についての謝罪会見、及び「内部告発ショー」に出席した記者。

#### グレーゾーン・アイランド
カノー
演 - 狩野英孝（第1話）
「安良城島 生き残りゲーム」の参加者。
コミーヤ
演 - 小宮浩信（三四郎）（第1話）
「安良城島 生き残りゲーム」の参加者。
ザコシー
演 - ハリウッドザコシショウ（第2話）
世界的カメラマン。
本人役
演 - 鶴崎修功・山本祥彰・河村拓哉（QuizKnock）（第3話）
クイズ王軍団。
本人役
演 - 東国原英夫（第4話）
政権放送制作対決の判定員。

## 配信日程

### 株式会社グレーゾーン・エージェンシー
| 各話 | 無料公開日 | サブタイトル         |
| ---- | ---------- | -------------------- |
| Ep1  | 3月23日    | 男たちの熱き面接     |
| Ep2  | 3月30日    | 驚愕の入社式         |
| Ep3  | 4月6日     | 大いなるプレゼン     |
| Ep4  | 4月13日    | 夢にまで見た有給休暇 |
| Ep5  | 4月20日    | 外資系のララバイ     |
| Ep6  | 4月27日    | 謎めいた休日出勤     |
| Ep7  | 5月4日     | かりそめの会食       |
| Ep8  | 5月11日    | 僕たちの謝罪会見     |
| Ep9  | 5月18日    | 闇に消えたサプライズ |
| Ep10 | 5月25日    | 希望という名の退職届 |

### グレーゾーン・アイランド
| 各話 | 公開日  | サブタイトル |
| ---- | ------- | ------------ |
| Ep1  | 8月1日  | 出馬表明     |
| Ep2  | 8月8日  | 立候補届出   |
| Ep3  | 8月15日 | 街頭演説     |
| Ep4  | 8月22日 | 政見放送     |
| Ep5  | 8月29日 | 決起集会     |
| Ep6  | 9月5日  | 投票日       |

## スタッフ

### 株式会社グレーゾーン・エージェンシー
- 監督 - 住田崇
- 脚本 - 内村宏幸
- 音楽 - 眞鍋昭大
- 構成 - 永井ふわふわ、今井太郎
- 美術 - 太田仁
- 衣装 - 早川奈緒美
- 編集 - 日下部元孝
- CG -  三村堅一
- プロデューサー - 高山達夫、前畑祥子、大内登
- 制作プロダクション - SWEAT
- 製作著作 - UUUM

### グレーゾーン・アイランド
- 監督 - 松本博樹
- 助監督 - 小山亮太、湯浅士、目黒大輔
- 脚本 - 内村宏幸
- 撮影監督 - 百束尚浩
- 撮影 - 水野寛之
- 撮影助手 - 中尾圭、桐野真理子
- 照明 - 八藤優美
- 照明助手 - 小野村拡洋
- 録音 - 丹雄二、飴田秀彦
- 録音助手 - 伊藤歌音
- 音声 - 松橋利行、佐々野昌樹、芦田沙織
- 音楽 - 西村大介 / DUNK
- オープニングテーマ - 「D-HEADS (OP ver)」
- 選曲 - 安藤友章
- 歌唱指導 - 秦千香子
- 構成 - 矢野了平
- 美術 - 太田仁
- 美術助手 - 竹松ありさ
- 美術応援 - 上松奈央
- 美術管理 - 中島範子
- 大道具 - 福士和明
- 塗装 - 山田洋平
- 装飾・小道具 - 宮川幸子、佐藤望、高橋光、坂梨智子、栄晴加
- 持道具 - 魚谷世那
- 衣装 - 田村友里恵
- ヘアメイク - 山本仁美、相場広美、河野絵美
- 記録 - 中須彩音
- スケジュール - 関根淳
- 制作担当 - 永原将和
- 制作進行 - 平敷由佳、東川楓
- 制作管理 - 篠宮隆浩
- アシスタントプロデューサー - 阿部早夏子、伊東咲希
- メイキング - 田中惇也
- デザイン - 松下剛士
- テクニカルディレクター - 酒井教援
- カラーグレーディング - 河原夏子
- オンラインエディター - 中野裕介
- オンラインアシスタント - 鳥山祥宏
- マルチオーディオ - 望月資秦
- マルチオーディオアシスタント - 山田良歩
- データマネジメント - 齋藤真裕、美濃部香里
- データコンフォーム - 村田慎也
- ラボコーディネート - 永海彩弥野
- ラボマネジメント - 岡田浩二
- 字幕制作 - 堀孝雅
- 音響効果 - 梅本佳夏
- 編集 / CG -  三村堅一
- 編集助手 - 陳詩婷
- ナレーション - 三村ロンド
- プロデューサー - 高山達夫、前畑祥子、大内登
- 美術協力 - 日映装飾美術、松竹衣装、SALA D' ARTE、グラフィッカーズ、日本活動装置、スカイフィッシュ、山田塗装、高津装飾美術、Komaden
- 技術協力 - 万永、IMAGICAエンタテインメントメディアサービス、極東電視台
- ロケ協力 - 蒲郡市シティセールス推進協議会、幸田町
- 制作プロダクション - SWEAT
- 製作著作 - UUUM